# Fredrik Swartling
Fredrik Magnus Swartling, född 12 februari 1922 i Svängsta, Blekinge län, död 18 december 2013 i Mâcon, Frankrike, skriven i Lund, var en svensk jurist och politiker. Han var son till Magnus Swartling och brorson till Nils Swartling.
Swartling avlade studentexamen i Norrköping 1941 och juris kandidatexamen vid Lunds universitet 1951. Efter tingstjänstgöring i Frosta och Eslövs domsaga 1951-1954 blev han biträdande jurist och advokat i Advokatfirman Bertil Gabrielson i Malmö. Swartling blev ledamot av Sveriges Advokatsamfund 1957. Han var ledamot av Malmöhus läns landsting från 1961 och av Lunds stadsfullmäktige från 1955. Swartling var landstingsråd i tre mandatperioder från valet 1970. Under studietiden hade han varit aktiv i Sveriges konservativa studentförbund.